# 中营水库
中营水库是中国陕西省榆林市境内的一座水库，位于榆溪河上，建于1972年。水库正常库容为700万立方米，集雨面积为606.7平方千米，海拔为1212米。